# Ministerium für Wissenschaft, Kultur, Bundes- und Europaangelegenheiten des Landes Mecklenburg-Vorpommern

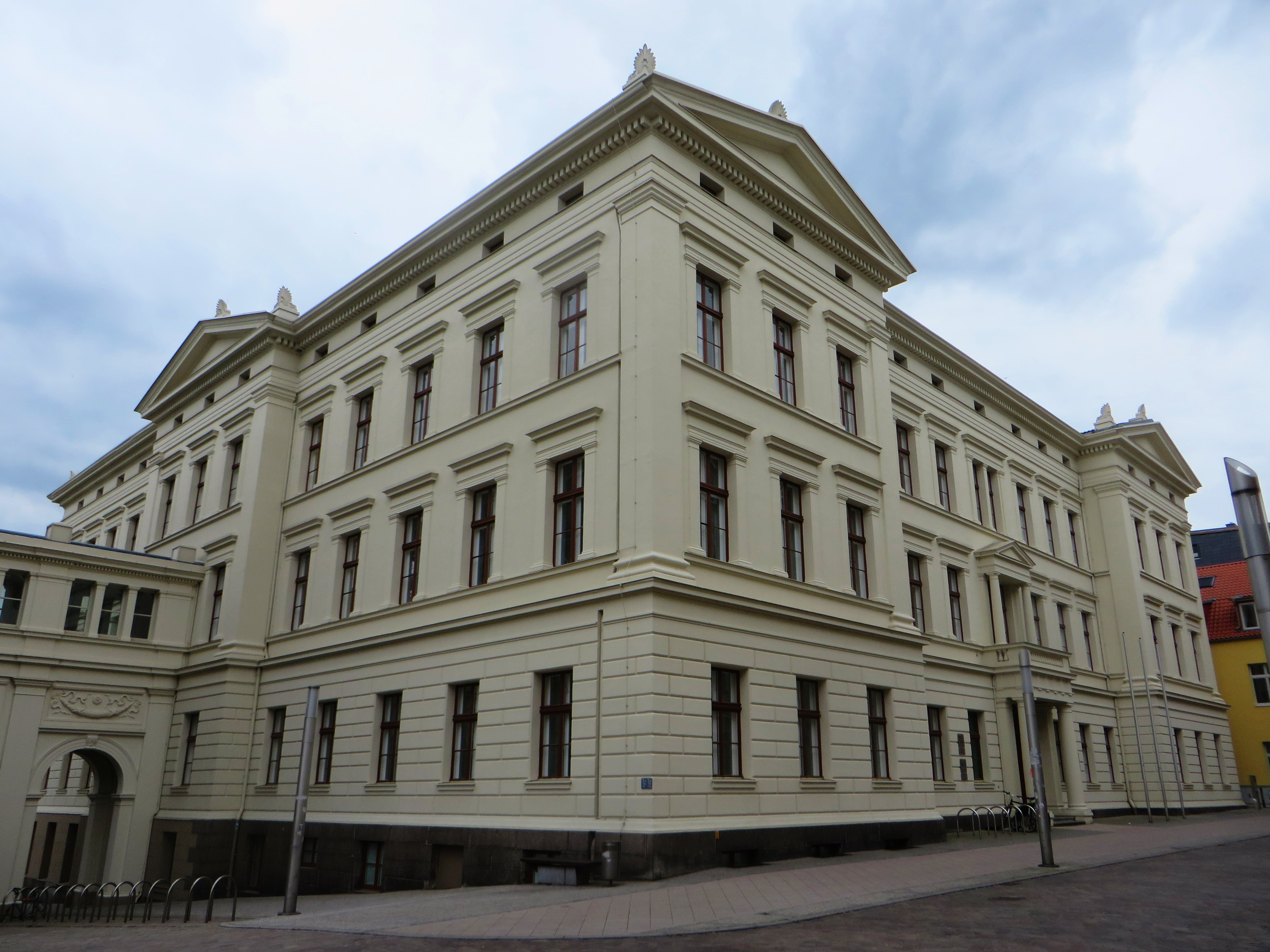
Sitz des Ministeriums ist das Kollegiengebäude II in Schwerin

Das Ministerium für Wissenschaft, Kultur, Bundes- und Europaangelegenheiten des Landes Mecklenburg-Vorpommern mit Sitz in Schwerin ist eines von acht Ministerien der Landesverwaltung. Derzeitige Ministerin ist Bettina Martin (SPD). Sie wird vertreten durch die Staatssekretärin Susanne Bowen (SPD) und die Staatssekretärin für Bundesangelegenheiten und Bevollmächtigte des Landes Mecklenburg-Vorpommern beim Bund, Jutta Bieringer (SPD).

## Sitz
Das Ministerium hat seinen Sitz im sogenannten Kollegiengebäude II. Es handelt sich dabei um ein repräsentatives, unter Denkmalschutz stehendes Bauwerk in der Schweriner Altstadt. Das Gebäude wurde von 1890 bis 1892 von Georg Daniel im neoklassizistischen Stil errichtet. Dabei orientierte sich Daniel an dem von Georg Adolf Demmler 1825 bis 1834 erbauten benachbarten Kollegiengebäude I, das heute Sitz der Staatskanzlei ist. Durch einen Verbindungsgang in einem Triumphbogen (der sogenannten „Beamtenlaufbahn“) ist es mit dem Kollegiengebäude I verbunden.
Das Gebäude diente immer Verwaltungszwecken. Bis 1990 war es Sitz des Rates des Bezirkes und der Arbeiter- und Bauerninspektion. Nach 1990 ging das Gebäude in das Eigentum des Landes Mecklenburg-Vorpommern über und wird seitdem als Sitz für Ministerien genutzt.

## Geschichte
Das Ministerium für Wissenschaft, Kultur, Bundes- und Europaangelegenheiten wurde nach der Landtagswahl 2021 neu gegründet. Zuvor war das Ressort Teil des Bildungsministeriums. Folgende Minister betreuten den Themenbereich "Wissenschaft" seit 1990:
| Name                                                                 | Amtsantritt                      | Kabinett                   | Partei              |
| Minister für Kultus                                                  | Minister für Kultus              | Minister für Kultus        | Minister für Kultus |
| -------------------------------------------------------------------- | -------------------------------- | -------------------------- | ------------------- |
| Oswald Wutzke                                                        | 28. Oktober 1990 19. März 1992   | Gomolka Seite I            | CDU                 |
| Steffie Schnoor                                                      | 31. März 1992                    | Seite I                    | CDU                 |
| Regine Marquardt                                                     | 8. Dezember 1994                 | Seite II                   | parteilos           |
| Minister für Bildung, Wissenschaft und Kultur                        |                                  |                            |                     |
| Peter Kauffold                                                       | 3. November 1998                 | Ringstorff I               | SPD                 |
| Hans-Robert Metelmann                                                | 6. November 2002                 | Ringstorff II              | parteilos           |
| Henry Tesch                                                          | 7. November 2006 6. Oktober 2008 | Ringstorff III Sellering I | CDU                 |
| Mathias Brodkorb                                                     | 25. Oktober 2011                 | Sellering II               | SPD                 |
| Birgit Hesse                                                         | 1. November 2016 4. Juli 2017    | Sellering III Schwesig I   | SPD                 |
| Bettina Martin                                                       | 22. Mai 2019                     | Schwesig I                 | SPD                 |
| Minister für Wissenschaft, Kultur, Bundes- und Europaangelegenheiten |                                  |                            |                     |
| Bettina Martin                                                       | 15. November 2021                | Schwesig II                | SPD                 |

## Organisation
Das Ministerium ist in vier Abteilungen gegliedert:
- Abteilung 1: Allgemeine Abteilung
- Abteilung 2: Europa- und Kirchenangelegenheiten, Glaubensgemeinschaften (dieser Abteilung ist das Informationsbüro des Landes Mecklenburg-Vorpommern bei der Europäischen Union nachgeordnet)
- Abteilung 3: Wissenschaft und Forschung, Hochschulen
- Abteilung 4: Kultur

Zudem ist die Vertretung des Landes Mecklenburg-Vorpommern beim Bund als Dienststelle den genannten Abteilungen gleichrangig. Sie wird von der Bevollmächtigten des Landes Jutta Bieringer geleitet.